# Frauenbewegung in Ägypten

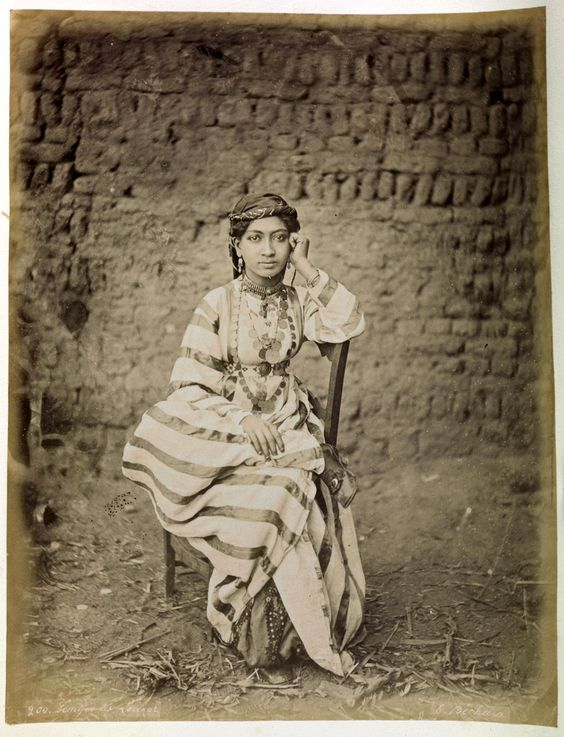
Frau aus Luxor, 1880, Aufnahme von Émile Béchard (1844–1905)

Die Anfänge der Frauenbewegung in Ägypten gehen auf das späte 19. Jahrhundert zurück. Während die ersten Akteurinnen Frauen der Mittelklasse waren, in deren publizierten Werken sich erstmals „feministisches Bewusstsein“ in Ägypten widerspiegelte, so interessierten sich im Zuge islamischer Erneuerung (Muhammad Abduh), säkularer Modernisierung und aufkommenden Strebens nach nationaler Einheit zunehmend auch Männer für die Stellung der Frau.

## Geschichte
1899 publizierte Qasim Amin sein Buch Die Befreiung der Frau, in dem er auf religiöser Argumentationsbasis für eine Reform der Geschlechterverhältnisse plädierte.
Erste Formen feministischen Aktivismus (soziale Projekte) sind im frühen 20. Jahrhundert zu beobachten. 1911 diskutierte das ägyptische Parlament erstmals eine Proklamation der Frauenrechte, die von Malak Hifnī Nāsif verfasst worden war. Ab 1923, als Huda Scha’arawi die erste feministische Organisation Egyptian Feminist Union (EFU) gründete, begannen Frauen sich zu organisieren und drangen offensiv in die Öffentlichkeit vor.
Die Regierungszeit Gamal Abdel Nassers (1954–1970) war einerseits geprägt durch strikte Repression gegenüber zivilgesellschaftlichen Organisationen, die auch die Frauenbewegung in ihren Organisationsmöglichkeiten stark einschränkte. Andererseits wurden wichtige Reformen im Rahmen des sozialistischen Programm Nassers in Angriff genommen, wie z. B. die Gewährung des Wahlrechts für Frauen und kostenlose Universitätsbildung für beide Geschlechter. Das Personenstandsgesetz der 20er Jahre blieb hingegen in Kraft. Vor allem die Journalistin Doria Schafik setzte sich für das Frauenwahlrecht ein.
Mit dem Rückzug des Staates (insbesondere als Förderer sozialer Gerechtigkeit) und der Öffnung des Landes unter Präsident Anwar Sadat (1970–81) erschien Feminismus erneut auf der Bühne der Öffentlichkeit. Erstmals thematisierte die Ärztin Nawal El Saadawi Tabuthemen wie die Beschneidung weiblicher Genitalien, Prostitution oder Gewalt gegen Frauen. Unter dem Einfluss Dschihan as-Sadats wurde das Personenstandsgesetz 1979 grundlegend reformiert. Saadawi steht auf einer Todesliste der radikalen Islamisten.
Der Einfluss konservativer religiöser Kräfte in der Debatte um das reformierte Personenstandsgesetz führte 1985 zu zwei weiteren Reformen, die letztendlich auf einen Kompromiss hinausliefen. Zunehmende Abhängigkeit von den Vereinigten Staaten und internationalen Institutionen prägten die Regierungszeit Hosni Mubaraks (1981–2011). Die Vorbereitung für die Konferenzen von Kairo 1994 und Beijing 1995 schafften neuen Spielraum für feministische Organisationen, der anschließend allerdings wieder stark eingeschränkt wurde.

## Persönlichkeiten
Diese Liste umfasst Personen, die sich für die Gleichberechtigung von Männern und Frauen in Ägypten einsetzten. Sie erhebt keinen Anspruch auf Vollständigkeit.
- Qasim Amin (1863–1908)
- Malak Hifnī Nāsif (1886–1918)
- Nawal El Saadawi (1931–2021)
- Huda Scha’arawi (1879–1947)
- Durrīya Schafīq (1908–1975)